# Scharre (Werkzeug)

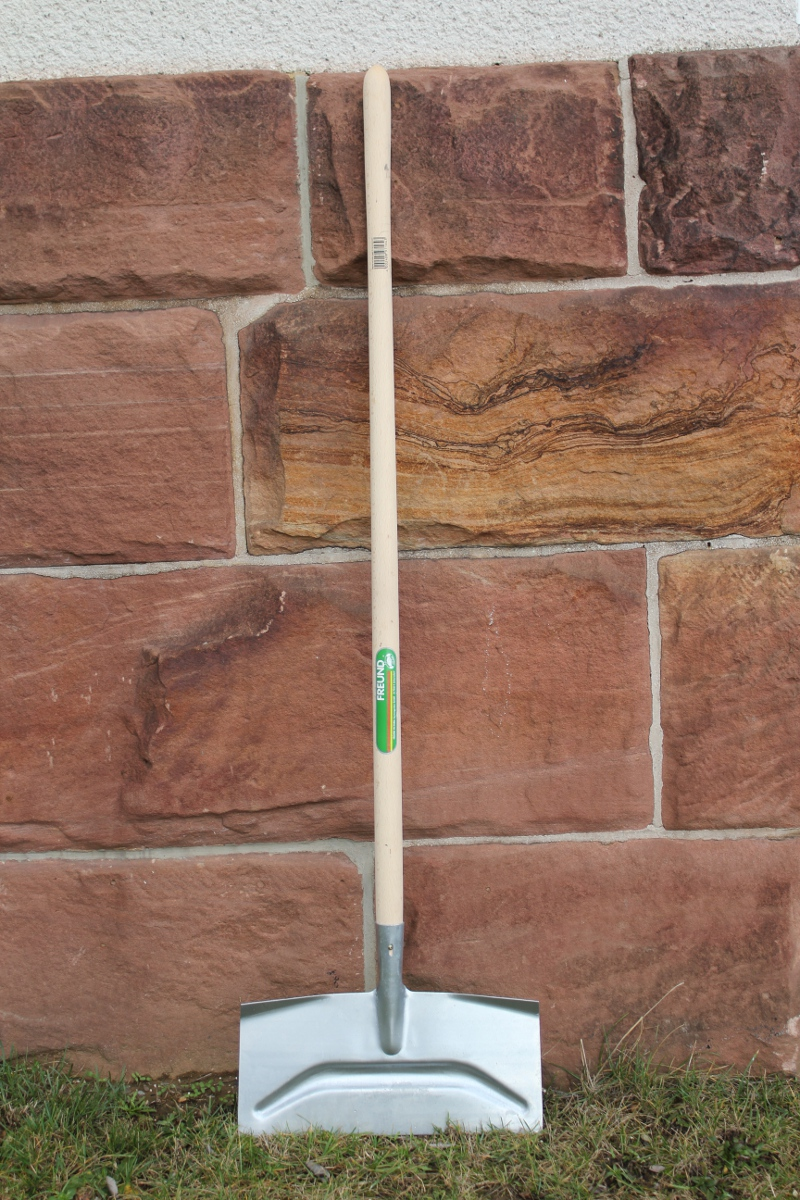
Scharre zum Entfernen von Schmutz, Schnee und Eis

Eine Scharre, auch Scharreisen genannt, ist ein Werkzeug zum Trennen von festsitzendem Material vom Untergrund. Es besteht aus einem starren Stahlblech oder flexiblem Stahlblatt, das an einem Stiel befestigt ist. In einigen Mundarten wird es auch Schore oder Schorrer genannt.  

## Arten von Scharren
- Bauscharre: zum Entfernen von Erde und anderen Verschmutzungen auf Baustellen oder bei Verunreinigung durch landwirtschaftliche Geräte – meistens aus Stahlblech, aus Stabilitätsgründen häufig mit Verstärkungsrippe, baugleich mit
- Eis- oder Schnee-Scharre: zum Entfernen von festgefahrenem Eis und Schnee
- Pech-, Harz- oder Holzscharre: um das Harz damit von den Bäumen zu scharren
- Pflugscharre: ein kleines scharfes Eisen an einem langen Stiele, um die Erde damit von der Pflugschar abzustoßen
- Rußscharre: für den Schornsteinfeger zum Entfernen von Ruß
- Stoßscharre: zum Entfernen von Tapete, verklebtem Teppichboden oder ähnlichem; wird bisweilen auch bei Eis und Schnee eingesetzt oder beispielsweise zum Entfernen von Beton|resten von Schaltafeln – mit dünnem, geradem Stahlblatt

Das Elektrogerät zum Entfernen von Teppichboden nennt man Teppichstripper.